# Příruční mapa markrabství Moravského a vévodství Slezského
Příruční mapa markrabství Moravského a vévodství Slezského je mapa s rozměry 298x392 mm v měřítku 1 : 750 000, zmenšená nástěnná mapa Dr. Karla Johanna Schobera. Byla vydána c. a k. vojenským zeměpisným ústavem ve Vídni v roce 1888, pro účely obecných, měšťanských i středních škol. Byla tištěna metodou barevné litografie. Mapa je součástí mapové sbírky Historického ústavu Akademie věd České republiky. Její kopie byly ve své době prodávány za deset krejcarů, proto může být součástí soukromých sbírek.

## Popis
V pravém horním rohu se nachází titul mapy, jenž je zdoben znaky Markrabství moravského a Vévodství slezského, které jsou drženy ženskou postavou. Znaky jsou součástí ornamentu, doplněného o heslo v latině: „Viribus unitis“, v češtině znamenající „Společnými silami“. Hlavním obsahem mapy je oblast Moravy a Slezska, od okolních států odlišená barevnou výplní, plnící funkci výškopisu (zde se jedná o metodu barevné hypsometrie). Legenda se nachází v levém spodním rohu mapy. Podle legendy je zřejmé, že hlavní důraz je kladen na sídla a jejich vzájemné odlišení podle počtu obyvatel. Zakresleny jsou také pevnosti, zříceniny, zámky, kláštery a chrámy. Silniční síť je znázorněna černou linií a železniční síť červenou linií. Hraniční linie se rozdělují na zemské a říšské. Jazykem mapy je čeština, která je u některých sídel a objektů doplněna o název v jazyce německém, uvedeným v závorce za názvem českým. Mapa je ohraničena rámem se zeměpisnou souřadnicovou sítí. Zakreslené poledníky jsou určovány od nultého poledníku na ostrově Ferro, a také od Greenwichského poledníku. Součástí mapy jsou plány měst Opavy a Brna, včetně městských znaků, v měřítku 1 : 75 000 a s vlastní legendou.

## Karl Johann Schober[2]
Dr. Karl Johann Schober (4. července 1844 Chudenice, čp. 16 (Rakousko) – 16. ledna 1933 Brno), rodným jménem Karl Pokorný, byl pedagog, historik a geograf. V roce 1862 absolvoval gymnázium v Plzni, a poté úspěšně dokončil Univerzitu Karlovu v Praze obory historie a filosofie. V roce 1867 na stejné škole získal titul Dr. Je držitelem Řádu železné koruny.
Pracoval jako středoškolský profesor pro výuku dějin, zeměpisu a filosofické propedeutiky. Později se stal nejprve okresním a následně zemským školským inspektorem. Je autorem mnoha učebních textů a pomůcek. Podílel se společně s c. a k. vojenským zeměpisným ústavem ve Vídni na tvorbě historických a zeměpisných školních nástěnných map.

## Sbírky
- Mapová sbírka Historického ústavu Akademie věd České republiky
- Mapová sbírka Univerzity Karlovy v Praze